# Trochosmiliidae
Famille
Les Trochosmiliidae sont une famille de scléractiniaires (coraux durs dits « coraux bâtisseurs de récifs »).

## Taxonomie
Selon le système d'information taxonomique intégré (ITIS) cette famille est synonyme de Mussidae (Ortmann, 1890).

## Liste des genres et espèces
Selon World Register of Marine Species (20 juin 2015), cette famille ne contient ni genre ni espèce.

## Publication originale
Louis Édouard Gourdan de Fromentel, « Introduction à l'étude des polypiers fossiles », Mémoires de la Société d'émulation du Doubs, Besançon, 3e série, vol. 5,‎ 1861, p. 1-360 (lire en ligne, consulté le 12 mars 2019).